# Coeficiente de Gini

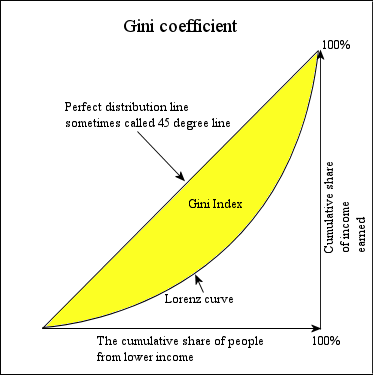
Representação gráfica do Coeficiente de Gini. O eixo horizontal representa a percentagem de pessoas, e o eixo vertical, a percentagem da renda. A diagonal representa a igualdade perfeita de renda, o coeficiente de Gini = a / (a + b).

Participação global da riqueza por grupo de riqueza, Credit Suisse, 2021

Coeficiente de Gini, por vezes chamado índice de Gini ou razão de Gini, é uma medida de desigualdade desenvolvida pelo estatístico italiano Corrado Gini, e publicada no documento "Variabilità e mutabilità" ("Variabilidade e mutabilidade" em italiano), em 1912.
Pode ser usado para qualquer distribuição embora seja comumente utilizado para medir a desigualdade de distribuição de renda.

## Interpretação
O Coeficiente de Gini consiste em um número entre 0 e 1, onde 0 corresponde à completa igualdade (no caso do rendimento, por exemplo, toda a população recebe o mesmo salário) e 1 corresponde à completa desigualdade (onde uma pessoa recebe todo o rendimento e as demais nada recebem).
O índice de Gini é o coeficiente expresso em pontos percentuais (é igual ao coeficiente multiplicado por 100).

## Utilizações
O Coeficiente de Gini é amplamente utilizado em diversos campos de estudo, como a sociologia, economia, ciências da saúde, ecologia, engenharia e agricultura. Por exemplo, em ciências sociais e economia, além do coeficiente de Gini relacionado à renda, estudiosos publicaram coeficientes relacionados à educação e oportunidades.

### Educação
O Coeficiente de Gini na educação estima a desigualdade nesta área de uma dada população. É utilizado para discernir tendências em desenvolvimento social através da escolaridade ao longo do tempo. Em um estudo de 85 países, foi estimado que Mali tinha o maior índice de Gini de educação, com 0,92 em 1990 (implicando numa desigualdade muito alta na escolaridade em toda população), enquanto os Estados Unidos tinham a menor desigualdade no índice de Gini, com 0,14. Entre 1960 e 1990, Coreia do Sul, China e Índia tiveram a queda mais rápida em desigualdade de educação, de acordo com o mesmo índice. Os Estados Unidos teve o índice de Gini ligeiramente aumentado em relação ao período de 1980-1990.[carece de fontes?]

## Cálculo
O coeficiente de Gini se calcula como uma razão das áreas no diagrama da curva de Lorenz. Se a área entre a linha de perfeita igualdade e a curva de Lorenz é A, e a área abaixo da curva de Lorenz é B, então o coeficiente de Gini é igual a A/(A+B). Esta razão se expressa como percentagem ou como equivalente numérico dessa percentagem, que é sempre um número entre 0 e 1. O coeficiente de Gini pode ser calculado com a Fórmula de Brown, que é mais prática:
{\displaystyle G=1-\sum _{k=0}^{k=n-1}(X_{k+1}-X_{k})(Y_{k+1}+Y_{k})}
onde:
- G = coeficiente de Gini
- X = proporção acumulada da variável "população"
- Y = proporção acumulada da variável "renda"

## Lista histórica de regimes políticos por índice de gini
| Regime:                         | Índice de Gini: | Referência: |
| ------------------------------- | --------------- | ----------- |
| Fascismo francês                | 0,47-0,50       | [ 3 ]       |
| Estados Confederados da América | 0,437           | [ 4 ]       |
| Czarismo                        | 0,42            | [ 5 ]       |
| Cesarismo                       | 0,42            | [ 6 ]       |
| Sionismo                        | 0,36            | [ 7 ]       |
| Republicanismo árabe            | 0,34            | [ 8 ]       |